# Serie animate televisive del 2009
Questa è la lista delle serie animate televisive trasmesse sulle reti televisive di tutto il mondo nel o dal 2009. Questa lista include anche le serie di cortometraggi come The Bugs Bunny Show.
| Titolo                                                         | Episodi | Paese di origine                                                                          | Anno          | Canale 1ª app.         | Note              |
| -------------------------------------------------------------- | ------- | ----------------------------------------------------------------------------------------- | ------------- | ---------------------- | ----------------- |
| In giro per la giungla                                         | 47      | Regno Unito (bandiera) · Stati Uniti (bandiera) · Kenya (bandiera) · Sudafrica (bandiera) | 2009-2012     |                        |                   |
| Il treno dei dinosauri                                         | 100+    | Canada (bandiera) · Stati Uniti (bandiera) · Singapore (bandiera)                         | 2009–in corso | PBS Kids               |                   |
| The Amazing Spiez!                                             | 52      | Brasile (bandiera) · Canada (bandiera) · Francia (bandiera)                               | 2009–2010     | Canal J, Teletoon, TF1 |                   |
| Hot Wheels Battle Force 5                                      | 52      | Canada (bandiera) · Stati Uniti (bandiera)                                                | 2009–2011     |                        |                   |
| Stoked - Surfisti per caso                                     | 52      | Canada (bandiera) · Stati Uniti (bandiera)                                                | 2009–2013     | Cartoon Network        |                   |
| Jimmy Jimmy                                                    | 78      | Canada (bandiera) · Stati Uniti (bandiera)                                                | 2009–2017     | Disney XD              |                   |
| Casper - Scuola di paura                                       | 52      | Canada (bandiera) · Stati Uniti (bandiera)                                                | 2009–2012     | Cartoon Network        |                   |
| Waybuloo                                                       | 100+    | Canada (bandiera) · Regno Unito (bandiera)                                                | 2009–2018     |                        |                   |
| Indovina con Jess                                              | 52      | Canada (bandiera) · Regno Unito (bandiera)                                                | 2009–2013     |                        |                   |
| Olivia                                                         | 37      | Regno Unito (bandiera) · Stati Uniti (bandiera)                                           | 2009–2011     | Nickelodeon            |                   |
| Pearlie                                                        | 26      | Australia (bandiera) · Canada (bandiera)                                                  | 2009–2011     |                        |                   |
| Sally Bollywood                                                | 104     | Australia (bandiera) · Francia (bandiera)                                                 | 2009–in corso |                        |                   |
| La Banda Volante                                               | 26      | Italia (bandiera) · Francia (bandiera)                                                    | 2009          |                        |                   |
| Codice Angelo                                                  | 175     | Francia (bandiera) · Regno Unito (bandiera)                                               | 2009-2010     |                        |                   |
| Capitan Clark                                                  | 52      | Francia (bandiera)                                                                        | 2009-2010     |                        |                   |
| Angel's Friends                                                | 104     | Italia (bandiera)                                                                         | 2009-2010     |                        |                   |
| Geronimo Stilton                                               | 78      | Italia (bandiera)                                                                         | 2009-in corso |                        |                   |
| Huntik - Secrets & Seekers                                     | 52      | Italia (bandiera)                                                                         | 2009-2012     |                        |                   |
| Il piccolo regno di Ben e Holly                                | 170     | Regno Unito (bandiera)                                                                    | 2009-2012     |                        |                   |
| L'armadio di Chloé                                             | 52      | Regno Unito (bandiera)                                                                    | 2009-2012     |                        |                   |
| Piccolo grande Timmy                                           | 82      | Regno Unito (bandiera)                                                                    | 2009-2012     |                        |                   |
| 07-Ghost                                                       | 25      | Giappone (bandiera)                                                                       | 2009          |                        | Inedito in Italia |
| 11eyes: tsumi to batsu to aganai no shōjo                      | 13      | Giappone (bandiera)                                                                       | 2009          |                        | Inedito in Italia |
| Aoi Bungaku                                                    | 12      | Giappone (bandiera)                                                                       | 2009          |                        | Inedito in Italia |
| Aoi Hana                                                       | 11      | Giappone (bandiera)                                                                       | 2009          |                        | Inedito in Italia |
| Asura Cryin'                                                   | 13      | Giappone (bandiera)                                                                       | 2009          |                        | Inedito in Italia |
| Monogatari                                                     | 12      | Giappone (bandiera)                                                                       | 2009          |                        | Inedito in Italia |
| Canaan                                                         | 13      | Giappone (bandiera)                                                                       | 2009          |                        | Inedito in Italia |
| Beyblade Metal Fusion                                          | 51      | Giappone (bandiera)                                                                       | 2009-2010     |                        |                   |
| Tetsuwan Birdy: Decode 2                                       | 13      | Giappone (bandiera)                                                                       | 2009          |                        | Inedito in Italia |
| Kurokami                                                       | 23      | Giappone (bandiera)                                                                       | 2009          |                        | Inedito in Italia |
| Cross Game                                                     | 2       | Giappone (bandiera)                                                                       | 2009          |                        | Inedito in Italia |
| Darker than Black: Ryūsei no gemini                            | 12      | Giappone (bandiera)                                                                       | 2009          |                        | Inedito in Italia |
| Dragon Ball Kai                                                | 97      | Giappone (bandiera)                                                                       | 2009–2011     |                        | Inedito in Italia |
| Higashi no Eden                                                | 11      | Giappone (bandiera)                                                                       | 2009          |                        | Inedito in Italia |
| Fairy Tail                                                     | 175     | Giappone (bandiera)                                                                       | 2009-2013     |                        |                   |
| Fight ippatsu! Jūden-chan!!                                    | 12      | Giappone (bandiera)                                                                       | 2009          |                        | Inedito in Italia |
| Hajime no Ippo - New Challenger                                | 26      | Giappone (bandiera)                                                                       | 2009          |                        | Inedito in Italia |
| First Love Limited.                                            | 12      | Giappone (bandiera)                                                                       | 2009          |                        | Inedito in Italia |
| Fresh Pretty Cure!                                             | 50      | Giappone (bandiera)                                                                       | 2009-2010     |                        |                   |
| Fullmetal Alchemist: Brotherhood                               | 64      | Giappone (bandiera)                                                                       | 2009-2010     |                        |                   |
| Genji monogatari sennenki                                      | 11      | Giappone (bandiera)                                                                       | 2009          |                        | Inedito in Italia |
| Guin Saga                                                      | 2       | Giappone (bandiera)                                                                       | 2009          |                        | Inedito in Italia |
| La malinconia di Haruhi Suzumiya (Replica con episodi inediti) | 28      | Giappone (bandiera)                                                                       | 2009          |                        | Inedito in Italia |
| Inuyasha The Final Act                                         | 26      | Giappone (bandiera)                                                                       | 2009-2010     |                        |                   |
| Jewelpet                                                       | 52      | Giappone (bandiera)                                                                       | 2009-2010     |                        |                   |
| Kämpfer                                                        | 12      | Giappone (bandiera)                                                                       | 2009          |                        | Inedito in Italia |
| KIDDY GiRL-AND                                                 | 24      | Giappone (bandiera)                                                                       | 2009-2010     |                        | Inedito in Italia |
| Arrivare a te                                                  | 25      | Giappone (bandiera)                                                                       | 2009-2010     |                        | Inedito in Italia |
| Kobato.                                                        | 24      | Giappone (bandiera)                                                                       | 2009-2010     |                        | Inedito in Italia |
| Shin Koihime musō                                              | 12      | Giappone (bandiera)                                                                       | 2009          |                        | Inedito in Italia |
| K-On!                                                          | 14      | Giappone (bandiera)                                                                       | 2009          |                        | Inedito in Italia |
| Sorridi, piccola Anna                                          | 39      | Giappone (bandiera)                                                                       | 2009          |                        |                   |
| La Corda d'Oro - secondo passo                                 | 2       | Giappone (bandiera)                                                                       | 2009          |                        | Inedito in Italia |
| Maria†Holic                                                    | 12      | Giappone (bandiera)                                                                       | 2009          |                        | Inedito in Italia |
| Natsu no arashi!                                               | 13      | Giappone (bandiera)                                                                       | 2009          |                        | Inedito in Italia |
| Natsume degli spiriti                                          | 13      | Giappone (bandiera)                                                                       | 2009          |                        | Inedito in Italia |
| Needless                                                       | 24      | Giappone (bandiera)                                                                       | 2009          |                        | Inedito in Italia |
| Nyan Koi!                                                      | 12      | Giappone (bandiera)                                                                       | 2009          |                        | Inedito in Italia |
| Pandora Hearts                                                 | 25      | Giappone (bandiera)                                                                       | 2009          |                        |                   |
| Princess Lover!                                                | 12      | Giappone (bandiera)                                                                       | 2009          |                        | Inedito in Italia |
| Rideback                                                       | 12      | Giappone (bandiera)                                                                       | 2009          |                        | Inedito in Italia |
| Saki                                                           | 26      | Giappone (bandiera)                                                                       | 2009          |                        | Inedito in Italia |
| Sasameki Koto                                                  | 13      | Giappone (bandiera)                                                                       | 2009          |                        | Inedito in Italia |
| Seitokai no ichizon                                            | 12      | Giappone (bandiera)                                                                       | 2009          |                        | Inedito in Italia |
| Sengoku Basara                                                 | 12      | Giappone (bandiera)                                                                       | 2009          |                        |                   |
| Mazinger Edition Z: The Impact!                                | 26      | Giappone (bandiera)                                                                       | 2009          |                        |                   |
| Shugo Chara! La magia del cuore                                | 51      | Giappone (bandiera)                                                                       | 2009-2010     |                        |                   |
| Slayers Evolution-R                                            | 13      | Giappone (bandiera)                                                                       | 2009          |                        |                   |
| Sora no Manimani                                               | 12      | Giappone (bandiera)                                                                       | 2009          |                        | Inedito in Italia |
| Angeloid - Sora no otoshimono                                  | 13      | Giappone (bandiera)                                                                       | 2009          |                        | Inedito in Italia |
| Sugarbunnies: Fleur                                            | 27      | Giappone (bandiera)                                                                       | 2009          |                        | Inedito in Italia |
| Letter Bee                                                     | 25      | Giappone (bandiera)                                                                       | 2009–2010     |                        | Inedito in Italia |
| The Sacred Blacksmith                                          | 12      | Giappone (bandiera)                                                                       | 2009          |                        | Inedito in Italia |
| Druaga no Tō ~the Aegis of URUK~                               | 12      | Giappone (bandiera)                                                                       | 2009          |                        | Inedito in Italia |
| Tokyo Magnitude 8.0                                            | 11      | Giappone (bandiera)                                                                       | 2009          |                        |                   |
| Trigun: Maximum                                                | 26      | Giappone (bandiera)                                                                       | 2009          |                        | Inedito in Italia |
| Umineko no naku koro ni                                        | 26      | Giappone (bandiera)                                                                       | 2009          |                        | Inedito in Italia |
| Valkyria Chronicles                                            | 26      | Giappone (bandiera)                                                                       | 2009          |                        | Inedito in Italia |
| Yumeiro Pâtissière                                             | 50      | Giappone (bandiera)                                                                       | 2009–2010     |                        | Inedito in Italia |
| Masha e Orso                                                   | 48      | Russia (bandiera)                                                                         | 2009-in corso |                        |                   |
| Archer                                                         | 75      | Stati Uniti (bandiera)                                                                    | 2009–2020     |                        |                   |
| The Cleveland Show                                             | 43      | Stati Uniti (bandiera)                                                                    | 2009–2013     | Fox                    |                   |
| Fanboy & Chum Chum                                             | 52      | Stati Uniti (bandiera)                                                                    | 2009–2014     | Nickelodeon            |                   |
| Topolino che risate!                                           | 55      | Stati Uniti (bandiera)                                                                    | 2009–2011     | Disney Channel         |                   |
| Iron Man: Armored Adventures                                   | 52      | Stati Uniti (bandiera)                                                                    | 2009–2012     | Nicktoons              |                   |
| Agente Speciale Oso                                            | 57      | Stati Uniti (bandiera)                                                                    | 2009–2012     | Playhouse Disney       |                   |
| Super Hero Squad Show                                          | 52      | Stati Uniti (bandiera)                                                                    | 2009–2011     | Cartoon Network        |                   |
| Dennis e Ringhio                                               | 52      | Australia (bandiera)                                                                      | 2009–2010     |                        |                   |